# Marketing cinematográfico
Marketing cinematográfico é um conjunto de atividades que visam a transferir os filmes dos seus produtores ao espectador final, através da criação de uma marca instantânea. 
As principais ferramentas de marketing cinematográfico são:
- campanhas de propaganda;
- ações de relações públicas;
- assessoria de imprensa;
- lançamento do filme.